# اماراگادهی
اماراگادهی (به لاتین: Amaragadhi) یک منطقهٔ مسکونی در نپال است که در Mahakali Zone واقع شده‌است.

## خصوصیات
اماراگادهی ۲۱٬۲۴۵ نفر جمعیت دارد.